# Midžor
Midžor (in serbo Миџор?; in bulgaro Миджур?) è una montagna alta 2.169 m s.l.m.. Si trova nei Monti Balcani sul confine tra Serbia e Bulgaria. Costituisce la cima serba più elevata, se non si considera il territorio del Kosovo.